# Phare de Biloxi
Le phare de Biloxi (en anglais : Biloxi Light), est un phare situé à Biloxi dans le comté de Harrison au Mississippi.
Il est inscrit au Registre national des lieux historiques depuis le 3 octobre 1973 sous le no 73001012 et déclaré National Historic Landmark le 10 juin 1987.

## Histoire
Le 3 mars 1847, le Congrès des États-Unis autorisa la construction d'un phare à Biloxi. Le département du Trésor des États-Unis a passé un contrat daté du 15 octobre 1847 avec la fonderie Henry R. Hazlehurst (en) de Baltimore pour la construction d'un phare en fonte. La maison du gardien a été construite séparément. La tour fut achevée et mise en service en 1848.
Lors d’une tempête en 1860, une partie du sable sous le phare s’est érodée, ce qui a fait pencher la structure. Plus tard, du sable fut retiré du côté opposé pour corriger l'inclinaison. Les autorités locales ont ordonné d'éteindre le feu le 18 juin 1861. Le feu a été réparé et remis en service le 15 novembre 1866. À cette époque, la tour aurait été peinte avec du goudron de houille pour la protéger de la rouille.
En 1868, la tour a été repeinte en blanc. En 1880, la vieille maison du gardien fut rasée et reconstruite. La digue a été emportée et la tour menacée par un ouragan le 1er octobre 1893. En 1898, un câble téléphonique entre les phares de Biloxi et le phare de Ship Island fut posé au début de la guerre hispano-américaine .
En 1916, un ouragan a de nouveau endommagé la lumière. Le quai et le hangar à bateaux ont été détruits par une tempête l’année suivante. En 1927, la station a été électrifiée.
En avril 1960, la plage près du phare devint le lieu d'un "rassemblement" pour protester contre la ségrégation des plages du Mississippi. En 2010, une plaque historique a été placée sur le phare pour commémorer la manifestation. En 1969, la maison du gardien a été détruite par l'ouragan Camille .
La tour appartient maintenant à la ville de Biloxi et fonctionne comme une aide privée à la navigation. En 2005, le phare a été endommagé par l'ouragan Katrina. Sa restauration s'est terminée par une cérémonie de rallumage le 19 février 2010.

## Description
Le phare  est une tour cylindrique en fonte doublée de brique, avec galerie et lanterne, de 18,5 m de haut. La tour est peinte en blanc avec une galerie noire.
Son feu à occultations émet, à une hauteur focale de 18,5 m, une longue lumière blanche  par période de 4 secondes. Sa portée n'est pas connue.
Identifiant : ARLHS : USA-056 ; USCG : 4-8955 - Admiralty : J3578 .

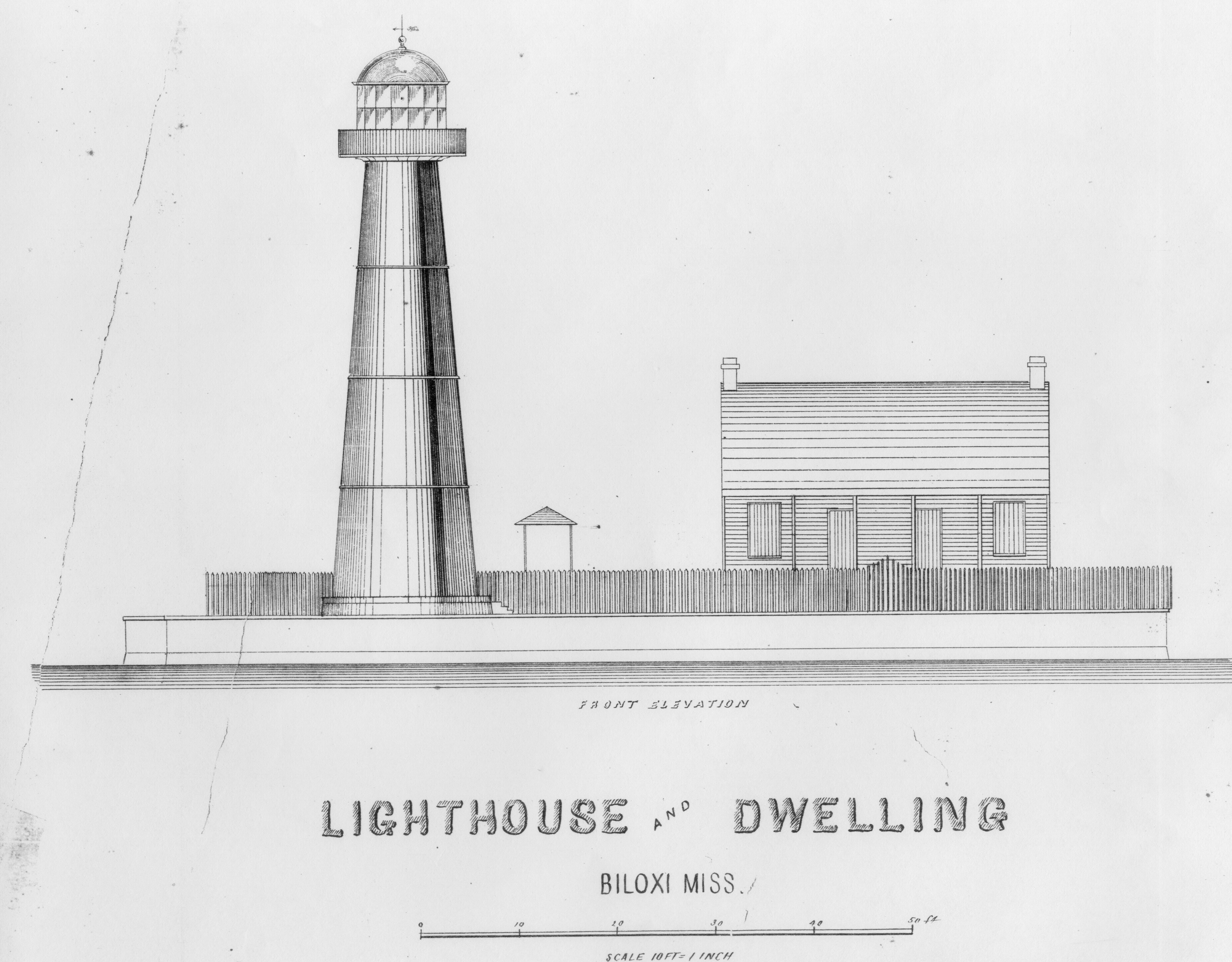
Le plan original
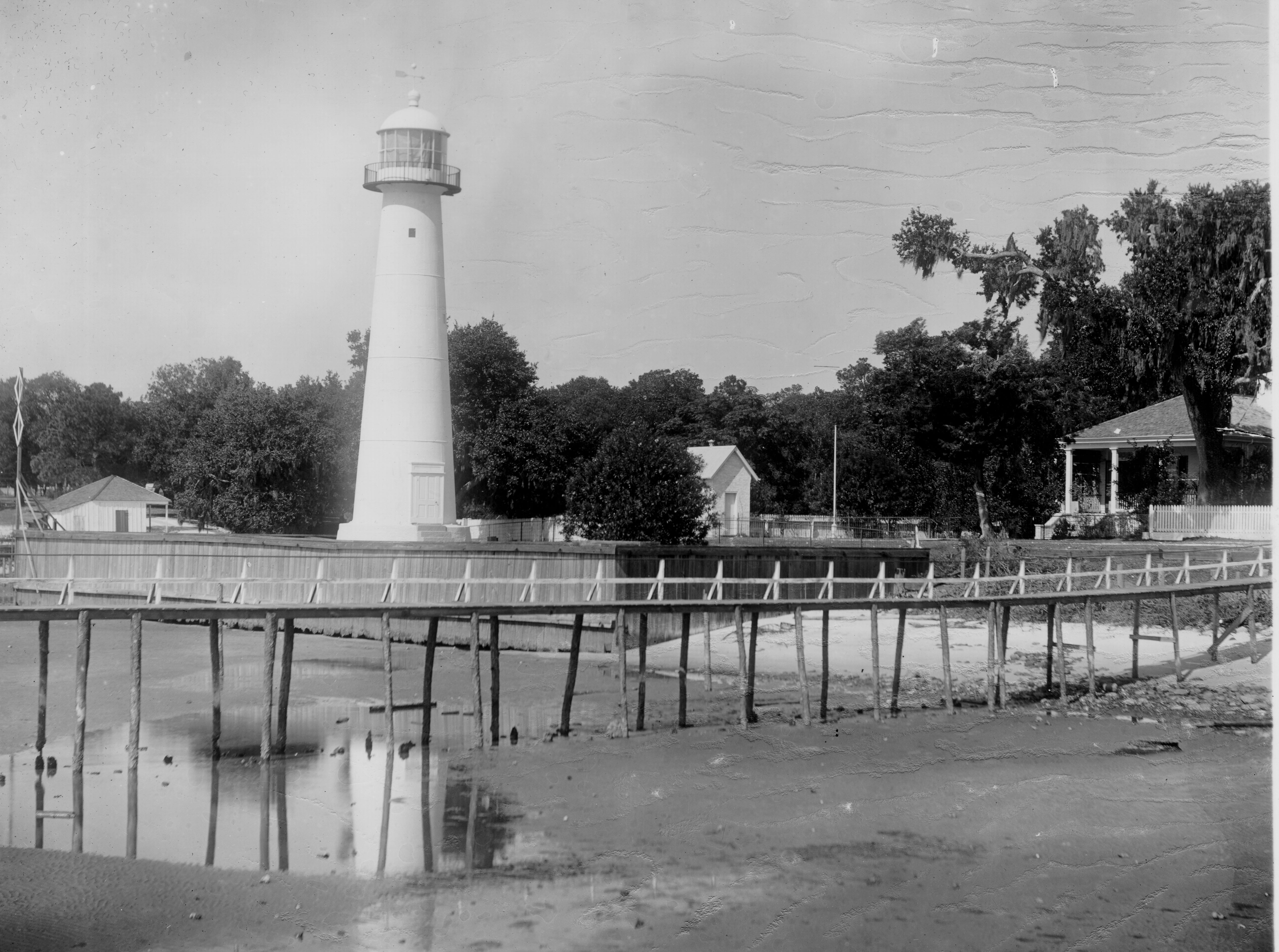
Le Phare en 1892
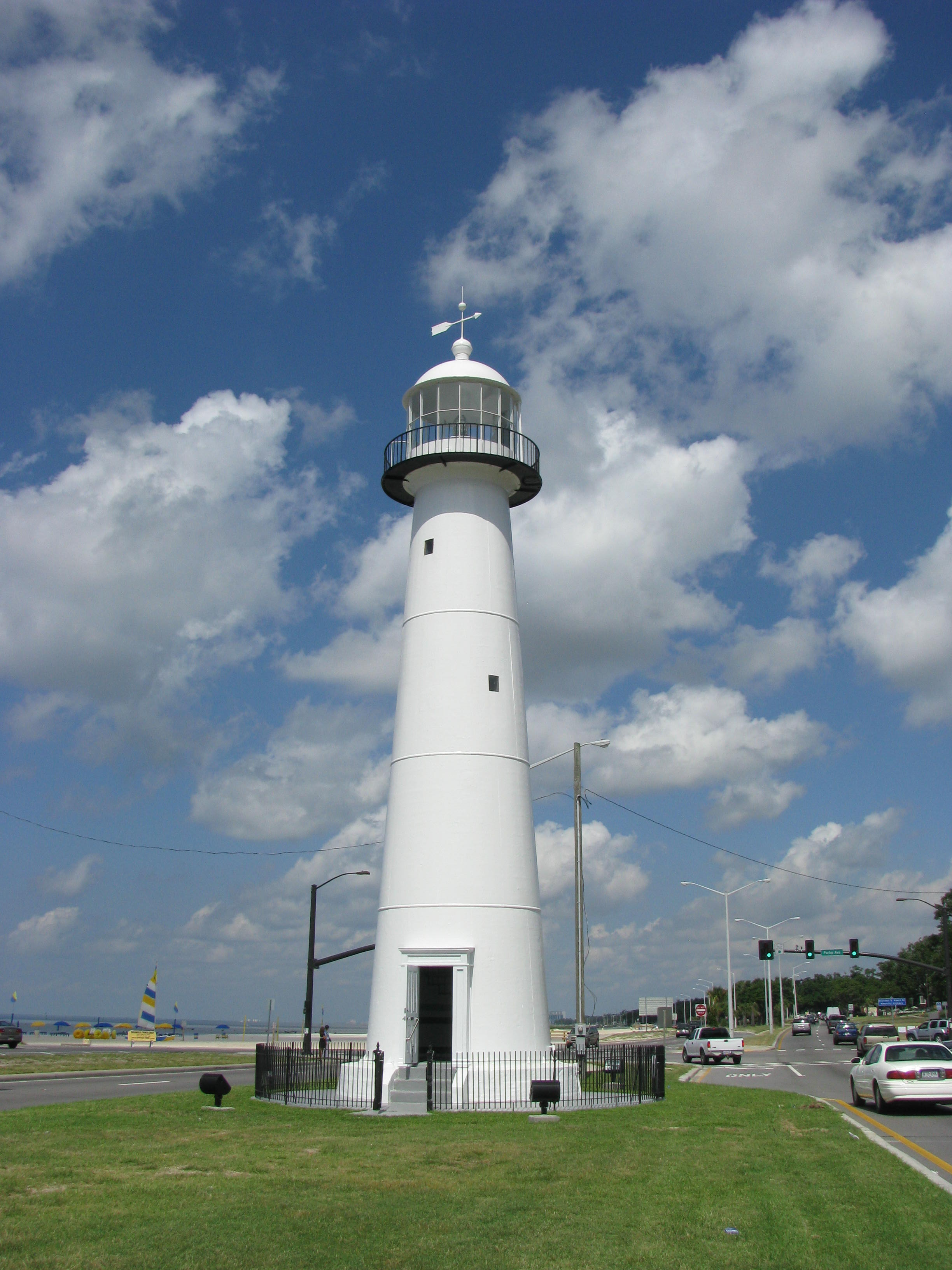
Le phare en 2010

### Lien connexe
- Liste des phares du Mississippi